# Hlîboke, Mîkolaiiv
Hlîboke (în ucraineană Глибоке) este un sat în comuna Kobleve din raionul Mîkolaiiv, regiunea Mîkolaiiv, Ucraina.

## Demografie
Componența lingvistică a localității Hlîboke
     Ucraineană (100%)
Conform recensământului din 2001, toată populația localității Hlîboke era vorbitoare de ucraineană (100%).